# Eduardo Mondlane
Eduardo Chivambo Mondlane (ur. 20 czerwca1920 w Manjacaze, Gaza, zm. 3 lutego 1969 w Dar es Salaam) – jeden z założycieli i pierwszym przywódcą Frontu Wyzwolenia Mozambiku (FRELIMO), organizacji walczącej o niepodległość Mozambiku, będącego portugalską kolonią. 

## Edukacja
Uczęszczał do prezbiteriańskiej szwajcarskiej szkoły misyjnej w pobliżu Manjacaze. Studiował antropologię i socjologię w Republice Południowej Afryki na Uniwersytet Witwatersrand, ale został zmuszony do rezygnacji z powodu apartheidu. Później studiował w Portugalii. Kontynuował studia i uzyskał licencjata w Oberlin, magistra w Northwestern oraz stopień doktora na Harvardzie.
Prowadził zajęcia na Uniwersytecie Syracuse, a następnie dołączył do Rady Powierniczej ONZ jako badacz zajmujący się kwestiami związanymi z niepodległością krajów afrykańskich.

## Zamach
Został zamordowany w zamachu bombowym. Przesłano mu paczkę z bombą w środku. Nie znaleziono sprawcy lub sprawców, jednak sądzono, iż zabójstwo mogli zorganizować jego przeciwnicy polityczni. Jego następcą jako przywódcy FRELIMO został Samora Machel.

## Upamiętnienie
W rocznicę jego śmierci obchodzi się Dzień Bohaterów Mozambiku. 
Zmieniono nazwę Uniwersytetu Lourenço Marques w Maputo na Uniwersytet Eduardo Mondlane po uzyskaniu niepodległości w 1975 r.
Podczas zjazdu jego klasy 23 maja 1998 r. postawiono pamiątkową płaskorzeźbę oraz tablicę ku jego pamięci.
Jego wizerunek został umieszczony na monecie obiegowej Republiki Zielonego Przylądka o nominale 10 escudo bitej w latach 1977, 1980 i 1982.